# 데렉 파핏

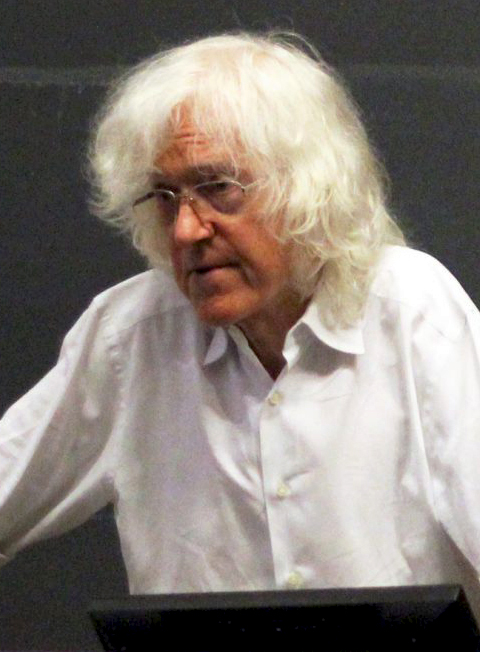

데렉 안토니 파핏 (Derek Antony Parfit, 1942년 12월 11일 - 2017년 1월 1일 또는 2일 )은 개인 정체성, 합리성 및 윤리를 전문으로 한 영국 철학자다.. 그는 20세기 후반과 21세기 초의 가장 중요하고 영향력있는 도덕 철학자로 널리 알려져 있다.
파핏은 1971년 그의 첫 번째 논문 인 "Personal Identity"를 출간하여 두각을 나타냈다. 그의 첫 번째 저서 인 Reasons and Persons (1984)는 1800년대 이래 가장 중요한 도덕 철학 작품으로 묘사되었다.  그의 두 번째 책인 On What Matters (2011)는 널리 배포되고 논의되었다.